# Ivan Ljubičić
Ivan Ljubičić (ur. 19 marca 1979 w Banja Luce) – chorwacki tenisista i trener tenisa, zdobywca Pucharu Davisa, brązowy medalista olimpijski z Aten (2004) w grze podwójnej, półfinalista wielkoszlemowego French Open.
W zawodowym Tourze zadebiutował w 1997 roku, podczas turnieju w Zagrzebiu, gdzie przegrał w pierwszej rundzie 7:6(5), 3:6, 0:6 z Davidem Prinosilem. Od tego czasu rozegrał ponad 700 zawodowych spotkań w grze pojedynczej i ponad 200 w grze podwójnej.
Ljubičić zwyciężył w 10 turniejach ATP World Tour w grze pojedynczej, a jego największy sukces to wygrana w 2010 roku w imprezie rangi ATP World Tour Masters 1000 rozgrywanej w Indian Wells. Oprócz tego Chorwat przegrał finał 14 turniejów (w tym 3 turniejów ATP World Tour Masters 1000).
W reprezentacji grał od 1998 roku, kiedy pierwszy raz wystąpił w Pucharze Davisa. Łącznie rozegrał 36 spotkań w grze pojedynczej oraz 19 w grze podwójnej. Wchodził także w skład reprezentacji, która w 2005 roku zdobyła to trofeum. W 2004 roku, w parze z Mariem Ančiciem zdobył brązowy medal na igrzyskach olimpijskich w Atenach, pokonując w meczu o 3. miejsce 7:6(4), 4:6, 16:14 Hinduski debel Mahesh Bhupathi–Leander Paes.
Najwyższą pozycję w rankingu singlistów, trzecią, zajmował w maju 2006 roku.
15 kwietnia 2012 roku Chorwat zakończył zawodową karierę.

## Życie prywatne
Ivan Ljubičić jest synem Marko i Hazirii. Ma również starszego brata, Vladana. W wieku 13 lat, w 1992 roku Ljubičić przeniósł się z nękanych wojną Bałkanów, trafiając przez Belgrad, Lublanę i Opatiję do Rijeki. W 1993 roku przeprowadził się do włoskiego Moncalieri, gdzie rozwijał swoje zdolności tenisowe. Od 18 roku życia Chorwat mieszka w Monte Carlo. Dnia 8 listopada 2004 poślubił Aidę, która towarzyszyła mu w każdym z rozgrywanych turniejów. Cztery lata po ślubie, w czwartkowy ranek 6 listopada 2008 roku urodził się im syn, Leonardo, natomiast 29 listopada 2011 roku na świat przyszła córka, Zara. Ljubičić jest blisko zaprzyjaźniony ze swoim wieloletnim trenerem, Riccardem Piattim oraz innym chorwackim tenisistą, Mario Ančiciem.
Ljubičić pełnił również ważną rolę w ówczesnym stowarzyszeniu tenisistów; między 2004 a 2006 był wiceprzewodniczącym rady zawodników ATP, natomiast w latach 2006-2008 był przewodniczącym stowarzyszenia. W sierpniu 2008 roku chorwacki tenisista został wybrany przedstawicielem graczy ATP, jednak w styczniu 2009 zrezygnował z tej funkcji na rzecz rodziny i kariery tenisowej.

## Kariera tenisowa

### Lata juniorskie
Występy w gronie juniorów Ljubičić zaczął w kwietniu 1994 roku w Umagu. Pierwszy wygrany turniej w tej kategorii tenisowej Chorwata miał miejsce w maju 1996 roku we Włoszech w zawodach Prato International Junior Tournament. W lipcu tego samego roku tenisista chorwacki doszedł do finału młodzieżowego Wimbledonu, gdzie przegrał jednak decydujący o tytule pojedynek z Uładzimirem Wałczkou 6:3, 2:6, 3:6. Drugi triumf w cyklu juniorów Ljubičić wywalczył w grudniu na Florydzie w zawodach Eddie Herr International Junior Tournament, po zwycięstwie w finale nad Arnaudem Di Pasqualem.
Rok 1997 był końcowym Chorwata w gronie młodzieżowców. W styczniu awansował do półfinału Australian Open, a po raz ostatni zagrał w Roland Garrosie, pokonany w ćwierćfinale przez Luisa Hornę.
Najwyżej w klasyfikacji rankingowej juniorów Ljubičić był na 11. miejscu wraz z zakończeniem sezonu 1996. Rozegrał w cyklu młodzieżowym łącznie 97 meczów, z których 68 wygrał.

### Sezony 1997–2000
Debiut Ljubičicia w zawodowym cyklu tenisistów miał miejsce w styczniu 1997 roku podczas rozgrywek ITF Futures w Zagrzebiu. Chorwat poniósł jednak porażkę w I rundzie z Davidem Prinosilem. W swoim drugim profesjonalnym starcie, podczas zawodów kategorii ATP Challenger Tour w Zagrzebiu, Ljubičić awansował do finału, w którym przegrał 1:6, 2:6 z Alberto Berasateguiem. W połowie sierpnia zadebiutował w zawodach rangi ATP World Tour, w Waszyngtonie, gdzie odpadł z Marzio Martellim.
W 1998 roku Chorwat najlepsze rezultaty osiągnął podczas zawodów ATP Challenger Tour w Warszawie i Edynburgu, dochodząc do ćwierćfinałów oraz w tym samym sezonie, w połowie lutego, Ljubičić otrzymał powołanie do reprezentacji Chorwacji na mecz Pucharu Davisa przeciwko Finlandii. Ljubičić przegrał oba swoje singlowe pojedynki, z Villem Liukko i Tuomasem Ketolą, a także został pokonany w deblowym spotkaniu wspólnie z Sašą Hiršzonem przez tych samych zawodników. We wrześniu chorwacki tenisista wystąpił w rundzie z Norwegią, zakończoną zwycięstwem tenisistów z Bałkanów. Ljubičić pokonał Jana Froda Andersena i Christiana Ruuda oraz zwyciężył w deblowym spotkaniu z tymi samymi tenisistami w parze z Lovro Zovkiem.
Pierwsze turniejowe zwycięstwa Ljubičić zaczął odnosić w 1999 roku. W lutym wygrał dwa turnieje ITF Futures w Zagrzebiu, natomiast w marcu zatriumfował w imprezie z cyklu ATP Challenger Tour w Besançon, po pokonaniu w finale 6:4, 6:2 Lionela Rouxa. W kwietniu Chorwat po raz pierwszy wystartował w imprezie kategorii ATP Masters Series, na ziemnych kortach w Monte Carlo, dochodząc do III rundy, po wcześniejszym wyeliminowaniu Andrija Medwediewa i Jewgienija Kafielnikowa, jednych z czołowych tenisistów tych lat. Pojedynek o ćwierćfinał turnieju przegrał z Félixem Mantillą. W połowie czerwca, w parze z Lovro Zovkiem, Ljubičić wygrał pierwszy w grze podwójnej turniej ATP Challenger Tour, podczas rywalizacji w Zagrzebiu. W sierpniu Ljubičić awansował do pierwszego w karierze półfinału zawodów ATP World Tour, w Umagu, gdzie odpadł po porażce z Magnusem Normanem, natomiast we wrześniu zadebiutował w rozgrywkach wielkoszlemowych, na kortach US Open w Nowym Jorku. W I rundzie wyeliminował Jeffa Morrisona, jednak w II rundzie odpadł z Johnem van Lottumem. Wraz z rozpoczęciem się zawodów w Nowym Jorku, Ljubičić po raz pierwszy w karierze awansował do czołowej setki rankingu światowego, na 100. miejsce, a sezon ukończył na 77. pozycji.
Na początku sezonu 2000 Ljubičić doszedł do półfinału imprezy w Sydney, po wcześniejszym zwycięstwie m.in. z Maratem Safinem i Toddem Martinem. W spotkaniu o awans do finału chorwacki tenisista uległ Jasonowi Stoltenbergowi. Następnie Chorwat po raz pierwszy zagrał w Australian Open, jednak został pokonany w I rundzie przez Jamesa Sekulova. W lutym osiągnął ćwierćfinał rozgrywek w Marsylii, odpadając z Rogerem Federerem, a w maju debiutował na Roland Garrossie w Paryżu. Pojedynek I rundy zakończył się porażką Ljubičicia z Jewgienijem Kafielnikowem. Również w I rundzie Chorwat przegrał na Wimbledonie, z kolei w połowie lipca dotarł do półfinału w Båstad, ponosząc porażkę z Magnusem Normanem. W lipcu, podczas imprezy w Umagu, osiągnął pierwszy finał turnieju ATP World Tour w grze podwójnej. Razem z Zovkiem przegrali jednak finałowy pojedynek 1:6, 6:7(2) z Álexem Lópezem Morónem i Albertem Portasem. Na przełomie sierpnia i września Chorwat wystartował w US Open, gdzie nie sprostał w I rundzie Thomasowi Johanssonowi. Drugi deblowy finał Ljubičić osiągnął w listopadzie, w Lyonie, gdzie wraz z Jackiem Waitem zostali pokonani 6:1, 6:7(2), 7:6(7) przez Paula Haarhuisa oraz Sandona Stolle'a. Rok Ljubičić ukończył na 91. miejscu w zestawieniu ATP singlistów, stając się tym samym najwyżej sklasyfikowanym Chorwatem na koniec sezonu.

### Sezon 2001
Pierwszy start Chorwata w sezonie miał miejsce w Adelaide, gdzie uległ w ćwierćfinale Nicolásowi Massú. Z kolei podczas Australian Open odpadł w I rundzie z Sébastienem Grosjeanem. W lutym Ljubičić awansował do ćwierćfinału w Rotterdamie, a w marcu po raz pierwszy w karierze doszedł do ćwierćfinału turnieju z cyklu ATP Masters Series, na betonowych kortach w Miami, po wygranych z Magnusem Normanem i Carlosem Moyą. W meczu o awans do półfinału chorwacki tenisista nie sprostał późniejszemu zwycięzcy turnieju, Andre Agassiemu. W kwietniu Ljubičić zagrał w Pucharze Davisa przeciwko Austrii, odnosząc zwycięstwo singlowe ze Stefanem Koubkiem oraz deblowe z parą Julian Knowle-Jürgen Melzer. Partnerem deblowym Ljubičicia był Goran Ivanišević, a zespół chorwacki przeszedł do dalszej fazy turnieju wygrywając rywalizację 4:1.
Na nawierzchni ziemnej, w maju Ljubičić doszedł do ćwierćfinału w Sankt Pölten, ponosząc porażkę z Michalem Tabarą. W paryskim Roland Garrosie Chorwat przegrał w I rundzie z Marcosem Ondruską. Na trawiastych kortach Wimbledonu również odpadł w I rundzie, tym razem z Rainerem Schüttlerem.
W lipcu chorwacki tenisista wystartował najpierw w Gstaad, awansując do ćwierćfinału, w którym uległ Àleksowi Corretji oraz w Umagu, gdzie powtórzył ten sam wynik. Podczas turnieju w Umagu Ljubičić osiągnął ponadto finał gry podwójnej, w parze z Lovro Zovkiem. Chorwacka para przegrała pojedynek o mistrzowski tytuł z duetem Sergio Roitman-Andrés Schneiter.
Podczas US Open Series Chorwat na początku sierpnia doszedł po raz drugi do ćwierćfinału zawodów Masters Series, w Cincinnati. Po drodze wyeliminował m.in. Carlosa Moyę i Hiszama Araziego. Spotkanie o dalszą rundę przegrał z Lleytonem Hewittem. Na US Open Ljubičić w I rundzie pokonał Martina Damma, a w II rundzie uległ Maratowi Safinowi. Pod koniec września Chorwat wystartował w Pucharze Davisa przeciwko Włochom, w barażach o awans do grupy światowej. W swoim spotkaniu singlowym pokonał Federico Luzziego, a w pojedynku deblowym w parze z Goranem Ivaniševiciem wygrał z parą Giorgio Galimberti-Mosé Navarra. Dzięki temu triumfowi Chorwacja awansowała do najwyższej klasy rozgrywek.
Jesienią Ljubičić, na początku października, zagrał w Grenoble w ramach zawodów ATP Challenger Tour, dochodząc do finału, w którym przegrał z Johanem Settergrenem. W tym samym miesiącu chorwacki tenisista zagrał w Lyonie, gdzie wygrał swój pierwszy turniej kategorii ATP World Tour w grze pojedynczej. Po drodze wyeliminował m.in. w I rundzie lidera rankingu, Gustavo Kuertena oraz w półfinale Marata Safina, przeciwko któremu obronił piłkę meczową. W finale wynikiem 6:3, 6:2 Ljubičić pokonał Junusa al-Ajnawiego.
Rok 2001 Chorwat zakończył na 37. pozycji w zestawieniu ATP.

### Sezony 2002–2003
Sezon Ljubičić zainaugurował występem w Adelaide, dochodząc do ćwierćfinału, w którym uległ Hiszamowi Araziemu. Na Australian Open Chorwat dotarł do III rundy, ponosząc porażkę z Wayne'em Ferreirą. W lutym Ljubičić zagrał w pojedynku I rundy Pucharu Davisa z Niemcami, który zakończył się końcowym triumfem Chorwatów 4:1. Ljubičić najpierw przegrał z Rainerem Schüttlerem, następnie pokonał Nicolasa Kiefera, a w deblu razem z Goranem Ivaniševiciem wygrali rywalizację z Michaelem Kohlmannem i Davidem Prinosilem. W tym samym miesiącu Chorwat awansował do półfinału turnieju w Rotterdamie, po zwycięstwie m.in. z Jewgienijem Kafielnikowem, jednak w meczu o awans do finału nie sprostał Timowi Henmanowi. Kolejny w sezonie ćwierćfinał tenisista z Chorwacji osiągnął w Dubaju, ponosząc porażkę z Fabrice'em Santoro. Na początku kwietnia reprezentacja Chorwacji odpadła w rundzie ćwierćfinałowej Pucharu Davisa z Argentyną. Ljubičić rozegrał trzy spotkania, jedno zakończone zwycięstwem w singlu, przeciwko Juanowi Ignacio Cheli oraz wygrał mecz deblowy, partnerując Ivaniševiciowi przeciwko Lucasowi Arnoldowi Kerowi i Guillermo Cañasowi. Jedyną porażkę Ljubičić doznał z Gastónem Gaudio.
Podczas wielkoszlemowego Rolanda Garrosa Chorwat został wyeliminowany w I rundzie przez Fernando Vicente, a na Wimbledonie doszedł do II rundy po wygranej z Ramónem Delgado. Pojedynek o dalszą rundę przegrał z Wayne'em Ferreirą. W lipcu Ljubičić awansował do półfinału rozgrywek w Gstaad, gdzie po raz kolejny w sezonie nie sprostał Gastónowi Gaudio. Następnie Chorwat zagrał w Umagu, w ćwierćfinale przegrywając ze Željko Krajanem. We wrześniu Ljubičić osiągnął II rundę na US Open, eliminując Fabrice'a Santoro, a odpadając ze Sjengiem Schalkenem. Do końca sezonu Chorwat dotarł jeszcze do ćwierćfinału turnieju w Taszkencie, a rok zakończył na 49. miejscu w rankingu światowym.
W 2003 roku, na początku sezonu chorwacki tenisista wystartował w Australian Open, ponosząc porażkę w I rundzie z Vadimem Kutsenko. Następnie Ljubičić zagrał w Mediolanie, osiągając półfinał, w którym uległ Martinowi Verkerkowi. Na początku lutego Ljubičić poprowadził zespół chorwacki do zwycięstwa I rundzie Pucharu Davisa ze Stanami Zjednoczonymi. W grze pojedynczej Chorwat wygrał z Jamesem Blakiem i Mardym Fishem. Ci sami tenisiści przegrali również zmagania deblowe z Ljubičiciem i Ivaniševiciem. W lutym, podczas turnieju w Dubaju, tenisista chorwacki doszedł do półfinału. Spotkanie o awans do finału zakończyło się porażką Ljubičicia z Rogerem Federerem. Na początku kwietnia Chorwacja zmierzyła się z Hiszpanią w ćwierćfinale Pucharu Davisa. Rywalizacja pomiędzy oboma zespołami zakończyła się triumfem Hiszpanów 5:0. Ljubičić uległ najpierw Carlosowi Moyi, następnie Albertowi Coscie, a w deblu parze Albert Costa-Àlex Corretja. Partnerem deblowym Ljubičicia w tym spotkaniu był Lovro Zovko.
Podczas turnieju ATP Masters Series w Rzymie, rozgrywanego na kortach ziemnych, Chorwat dotarł do ćwierćfinału, przegrywając z Félixem Mantillą, późniejszym mistrzem rozgrywek. Na kortach Rolanda Garrosa Ljubičić awansował do III rundy, po wygranych z Karolem Kučerą i Jamesem Blakiem. Mecz o dalszą rundę przegrał z Jiřím Novákiem. Podczas Wimbledonu, Chorwat najpierw wyeliminował Taylora Denta, a następnie nie sprostał Maksowi Mirnemu. Ten sam wynik Ljubičić osiągnął na US Open, gdzie pokonał go Andy Roddick. Jesienią chorwacki tenisista awansował do dwóch półfinałów, w Bangkoku, gdzie odpadł po porażce z Juanem Carlosem Ferrero oraz Bazylei, przegrywając z Guillermo Corią. Sezon 2003 Ljubičić ukończył na 42. pozycji w klasyfikacji ATP.

### Sezon 2004
Sezon 2004 Chorwat rozpoczął od startu w Ad-Dausze, gdzie osiągnął drugi w karierze finał singlowy rangi ATP World Tour. Po drodze pokonał m.in. Sébastiena Grosjeana i Tima Henmana. Finałowy pojedynek zakończył się przegraną Ljubičicia 3:6, 6:7(4) z Nicolasem Escudé. Na turnieju Australian Open Ljubičić został wyeliminowany w II rundzie przez Gustavo Kuertena. Na początku lutego tenisista chorwacki wystąpił w pojedynku Pucharu Davisa przeciwko Francji. Ljubičić zagrał w dwóch singlowych spotkaniach, odnosząc zwycięstwo z Thierrym Ascionem, a następnie ponosząc porażkę z Arnaudem Clémentem. Rywalizację wygrali 4:1 ostatecznie Francuzi, awansując tym samym ćwierćfinału zawodów. W następnym miesiącu Chorwat osiągnął ćwierćfinał w Dubaju, odpadając z Feliciano Lópezem.
Na kortach ziemnych, w maju, Ljubičić doszedł po raz pierwszy w karierze do półfinału imprezy kategorii ATP Masters Series, a dokonał tego w Hamburgu. Mecz z Guillermo Corią o awans do finałowej rundy Ljubičić przegrał w trzech setach. Podczas Rolanda Garrosa Chorwat uległ w II rundzie Stefanowi Koubkowi, na Wimbledonie w I rundzie Wayne'owi Ferreirze.
W połowie lipca Chorwat wystartował w Indianapolis, dochodząc do półfinału, w którym zmierzył się z Andym Roddickiem. Pojedynek zakończył się porażką Ljubičicia 6:1, 6:7(10), 6:7(3), który w drugim secie nie wykorzystał trzech piłek meczowych. W następnym miesiącu tenisista chorwacki wziął udział w igrzyskach olimpijskich w Atenach. W grze pojedynczej dotarł do III rundy, z kolei w grze podwójnej zdobył wspólnie z Mario Ančiciem brązowy medal, po wcześniejszym wyeliminowaniu m.in. francuskiej pary, Michaëla Llodry i Fabrice'a Santoro. Spotkanie o awans do finału Chorwaci przegrali z Fernando Gonzálezem i Nicolásem Massú, jednak w meczu o brązowy medal pokonali Hindusów Mahesha Bhupathiego oraz Leandera Paesa 7:6(5), 4:6, 16:14, w pojedynku który trwał ponad cztery godziny.
Przed rozpoczęciem się nowojorskiego US Open, Ljubičić po raz pierwszy awansował do czołowej dwudziestkipiątki rankingu światowego. Na kortach US Open przegrał jednak w I rundzie z Lee Hyungiem-taikiem. Pod koniec września Chorwat miał decydujący wkład w utrzymaniu się Chorwacji w grupie światowej Pucharu Davisa poprzez wygranie singlowej rywalizacji z Gilles'em Elseneerem oraz deblowej razem z Ančiciem z parą Dick Norman-Kristof Vliegen. W październiku Ljubičić osiągnął po raz drugi półfinał zawodów ATP Masters Series, w Madrycie, gdzie przegrał z Davidem Nalbandianem. Tego samego miesiąca Chorwat ponadto awansował do finału gry podwójnej w Metzu. Partnerując Urosowi Vico Ljubičić przegrał decydujący o tytule mecz z Arnaudem Clémentem i Nicolasem Mahutem.
Rok 2004 Chorwat zakończył będąc na 22. miejscu w klasyfikacji singlistów.

### Sezon 2005
Rok 2005, podobnie jak poprzedni, Ljubičić zainaugurował od turnieju w Ad-Dausze, awansując do finału, po wcześniejszym wyeliminowaniu m.in. Rafaela Nadala. Roger Federer, finałowy rywal Chorwata wygrał jednak pojedynek 6:3, 6:1, sięgając zarazem to tytuł. Podczas Australian Open tenisista chorwacki odpadł w II rundzie, pokonany przez Markosa Pagdatisa. W lutym Ljubičić osiągnął najpierw półfinał w Mediolanie, a następnie awansował po raz drugi w sezonie do finału rozgrywek ATP World Tour, w Marsylii, gdzie uległ w finale Joachimowi Johanssonowi. Tuż po zakończeniu imprezy w Marsylii Chorwat wystartował w Rotterdamie, docierając do kolejnego w sezonie finału. Mecz o tytuł rozegrał z Federerem, z którym ponownie przegrał, tym razem wynikiem 7:5, 5:7, 6:7(5). Pomimo tej porażki, Ljubičić był jedynym rywalem Szwajcara, który zdołał przełamać jego serwis oraz wygrać seta. W Dubaju Ljubičić doszedł do trzeciego z rzędu finału, w którym ponownie zmierzył się z Federerem, przegrywając 1:6, 7:6(6), 3:6.
Na początku marca Chorwacja, przy współudziale Ljubičicia wyeliminowała reprezentację Stanów Zjednoczonych z Pucharu Davisa, zespołu, który był faworytem rywalizacji, i który w 2004 roku doszedł do finału. Ljubičić wygrał wszystkie swoje spotkania, singlowe z Andree Agassim oraz Andym Roddickiem, a także deblowe, pokonując razem z Mario Ančiciem Boba i Mike'a Bryanów. Zarówno Agassi, Roddick oraz Bryanowie byli notowani wówczas na czołowych pozycjach na listach singlowych i deblowych.
Podczas rywalizacji na kortach ziemnych, Ljubičić, na tydzień przed rozpoczęciem paryskiego Roland Garros wziął udział w zawodach ATP Challenger Tour rozgrywanych w Zagrzebiu. Turniej zakończył się triumfem Chorwata, który pokonał w finale Jana Minářa. Na Rolandzie Garrosie tenisista chorwacki odpadł już w I rundzie, po porażce z Mariano Puertą. Również na I rundzie Ljubičić zakończył swój start na Wimbledonie przegrywając z Jürgenem Melzerem.
W połowie lipca, podczas Pucharu Davisa, Chorwacja wyeliminowała Rumunię 4:1. Ljubičić rozegrał trzy zwycięskie pojedynki, z Victorem Hănescu i Andreiem Pavelem oraz deblowy w parze z Ančiciem przeciwko duetowi Andrei Pavel-Gabriel Trifu. Pod koniec września Chorwaci pokonali 3:2 reprezentację Rosji, a wszystkie dla drużyny punkty zdobył Ljubičić. Najpierw wygrał konfrontację z Michaiłem Jużnym, następnie mecz gry podwójnej razem Ančiciem z deblem Igor Andriejew-Dmitrij Tursunow i na koniec pokonał Nikołaja Dawydienkę. Dzięki tym zwycięstwom Chorwacja osiągnęła pierwszy w historii finał Pucharu Davisa. W międzyczasie tenisista chorwacki zagrał na US Open, gdzie dotarł do III rundy.
Jesienią Chorwat wygrał swój drugi singlowy tytuł rangi ATP World Tour, a dokonał tego w Metzu, po zwycięstwie w finale 7:6(7), 6:0 z Gaëlem Monfilsem. Po tych zawodach Ljubičić odniósł kolejny triumf, podczas turnieju w Wiedniu. W całej imprezie nie stracił seta, natomiast w finałowym spotkaniu pokonał 6:2, 6:4, 7:6(5) Juana Carlosa Ferrero. W swoim następnym starcie, w Madrycie, Ljubičić awansował po raz pierwszy do finału zawodów ATP Masters Series. Finałowy pojedynek Chorwat przegrał w pięciu setach 6:3, 6:2, 3:6, 4:6, 6:7(3) z Rafaelem Nadalem. Na początku listopada tenisista chorwacki ponownie osiągnął finał imprezy kategorii ATP Masters Series, w Paryżu, po wcześniejszym wyeliminowaniu Andy'ego Roddicka, jednak w finałowym meczu uległ Tomášowi Berdychowi. W tym samym miesiącu Ljubičić wystartował w turnieju Tennis Masters Cup, w którym gra ośmiu najlepszych tenisistów z całego sezonu. Chorwat odpadł z rywalizacji w fazie grupowej, wygrywając z Guillermo Corią, a następnie przegrywając z Rogerem Federerem i Davidem Nalbandianem.
W grudniu Chorwacja prowadzona przez Ljubičicia zmierzyła się ze Słowacją w finale Pucharu Davisa. Tenisiści z Bałkanów triumfowali w rywalizacji 3:2. Ljubičić otworzył wynik konfrontacji pokonując Karola Kučerę, a następnie wygrał razem z Ančiciem zmagania deblowe z Dominikiem Hrbatým i Michalem Mertiňákiem. Mimo singlowej porażki Ljubičicia z Hrbatým Chorwacja zapewniła sobie historyczny tytuł po wygranej Ančicia z Mertiňákiem. W całej edycji turnieju Ljubičić zagrał we wszystkich dwunastu meczach, wygrywając jedenaście – najwięcej od czasów Johna McEnroe, który w 1982 roku nie przegrał ani jednego pojedynku.
Tego roku Ljubičić na przełomie października i listopada awansował jako drugi chorwacki tenisista do czołowej dziesiątki rankingu światowego (10. miejsce), natomiast zakończył go na 9. pozycji. W całym sezonie zagrał w ośmiu finałach, z czego sześć miało miejsce w hali.

### Sezon 2006
W 2006 roku Ljubičić wystartował najpierw w Ćennaju. Turniej zakończył się końcowym triumfem Chorwata, który po pokonaniu w finale Carlosa Moyi zwyciężył po raz czwarty w imprezie ATP World Tour. Podczas Australian Open tenisista chorwacki osiągnął po raz pierwszy w karierze ćwierćfinał rozgrywek wielkoszlemowych. Dokonał tego po wcześniejszym wyeliminowaniu m.in. mistrza turnieju z 2002 roku, Thomasa Johanssona. Spotkanie o awans do półfinału Chorwat przegrał w pięciu setach z Markosem Pagdatisem. Od razu po zakończeniu zawodów w Australii Ljubičić zagrał w Zagrzebiu, osiągając finał, w którym pokonał Stefana Koubka. Następnie Ljubičić awansował wraz z reprezentacją Chorwacji do ćwierćfinału Pucharu Davisa po wygranej z Austrią. Ljubičić zwyciężył w singlowej rywalizacji z Koubkiem oraz deblowej razem Mario Ančiciem z parą Julian Knowle-Jürgen Melzer.
W lutym Chorwat doszedł do ćwierćfinału w Marsylii, gdzie nie sprostał Ančiciowi. W następnym miesiącu Ljubičić dotarł do ćwierćfinału w Indian Wells, po wcześniejszym pokonaniu Ančicia. Pojedynek o awans do półfinału Chorwat przegrał z Rogerem Federerem. Po tych zawodach Ljubičić osiągnął pierwszy finał na ziemiach USA, w imprezie ATP Masters Series w Miami. Wyeliminował po drodze m.in. Davida Nalbandiana, jednak w finale ponownie nie sprostał Federerowi, przegrywając po trzech tie-breakach 6:7(5), 6:7(4), 6:7(6). W kwietniu Chorwacja odpadła z Pucharu Davisa po przegranej rundzie 2:3 z Argentyną, mimo że Ljubičić zdobył dla drużyny oba punkty.
Okres gry na kortach ziemnych tenisista chorwacki rozpoczął od startu w Monte Carlo, dochodząc do ćwierćfinału, w którym uległ Fernando Gonzálezowi. Tydzień po zakończeniu imprezy w Monte Carlo, dnia 14 sierpnia Ljubičić został sklasyfikowany na najwyższym miejscu w swojej karierze, na 3. pozycji. Tę lokatę Chorwat zajmował łącznie przez 10 tygodni. W maju Ljubičić reprezentował swój kraj w Drużynowym pucharze świata. Bałkański zespół zwyciężył w całej rywalizacji po raz pierwszy w historii, a pokonali w finale drużynę Niemiec. Ivo Karlović wygrał najpierw z Alexanderem Waskem, a Ljubičić z Nicolasem Kieferem zapewniając mistrzostwo Chorwatom. Na kortach Rolanda Garrosa dotarł do półfinału, w którym został wyeliminowany przez Rafaela Nadala.
Na Wimbledonie Ljubičić osiągnął III rundę, pokonany w pięciosetowym pojedynku przez Dmitrija Tursunowa. Potem Chorwat osiągnął ćwierćfinał w Gstaad i, w sierpniu, w Cincinnati. Na kortach US Open Chorwat odpadł w I rundzie z Feliciano Lópezem.

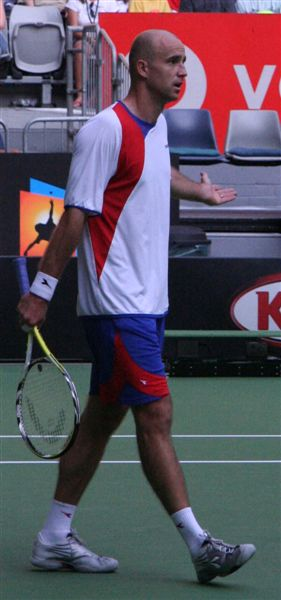
Ljubičić podczas Australian Open, 2007

Jesienią Ljubičić doszedł do ćwierćfinału w Pekinie, przegrywając z Lee Hyungiem-taikiem. Następnie wystąpił w Bangkoku, docierając do finału, w którym uległ z Jamesowi Blake'owi. Następnie Ljubičić obronił tytuł wywalczony z 2005 roku w Wiedniu. W całym turnieju Chorwat w żadnym meczu nie został przełamany, a w finale pokonał Fernando Gonzáleza. Na koniec sezonu Chorwat po raz drugi zakwalifikował się do turnieju Tennis Masters Cup. W grupie zmierzył się odpowiednio z Andym Roddickiem, Davidem Nalbandianem oraz Rogerem Federerem. Ljubičić spotkania z Roddickiem i Federerem przegrał, natomiast wygrał z Nalbandianem.
Sezon tenisista chorwacki zakończył na 5. miejscu w rankingu ATP.

### Sezon 2007
Sezon 2007 Ljubičić rozpoczął od zwycięstwa w Ad-Dausze, gdzie w finale pokonał Andy'ego Murraya. Na Australian Open Chorwat odpadł w I rundzie po porażce z Mardym Fishem. Na początku lutego Ljubičić dotarł do finału w Zagrzebiu, lecz uległ w nim Markosowi Pagdatisowi. W tym samym miesiącu Ljubičić zagrał w I rundzie Pucharu Davisa przeciw Niemcom. Chorwaci przegrali rywalizację 2:3, a Ljubičić zdobył dla zespołu punkt po wygranej z Benjaminem Beckerem. Po zakończeniu rywalizacji z Niemcami, Ljubičić zrezygnował z dalszej gry dla kadry narodowej. Podczas zawodów w Rotterdamie tenisista chorwacki doszedł do kolejnego finału, w którym jednak nie sprostał Michaiłowi Jużnemu. W marcu Chorwat wystartował w Indian Wells, awansując do ćwierćfinału, pokonany przez Andy'ego Roddicka, natomiast w Miami osiągnął półfinał, odpadając z Guillermo Cañasem.
Pod koniec maja, podczas Rolanda Garrosa, Ljubičić doszedł do III rundy wyeliminowany przez Filippo Volandriego. W czerwcu, w 's-Hertogenbosch, Ljubičić osiągnął po raz pierwszy finał na kortach trawiastych. W pojedynku o tytuł pokonał sklasyfikowanego w piątej setce rankingu Petera Wesselsa. Na Wimbledonie Chorwat awansował do III rundy, pokonany przez Paula-Henriego Mathieu. Ten sam wynik powtórzył podczas US Open, wyeliminowany w pięciu setach przez Juana Ignacio Chelę.
W połowie października, w Pekinie, Ljubičić doszedł do półfinału, po wygranej m.in. z Markosem Pagdatisem. Następnie tenisista z Chorwacji zagrał w Wiedniu. W pojedynku II rundy przeciwko Mardy'emu Fishowi Ljubičić stracił po raz pierwszy seta na kortach w stolicy Austrii, natomiast w ćwierćfinale przegrał z Andreasem Seppim, który przerwał zarazem Chorwatowi serię jedenastu spotkań bez porażki w Wiedniu. Ostatni w sezonie ćwierćfinał Ljubičić osiągnął w Lyonie, ponosząc porażkę z Alejandro Fallą.
2007 rok Chorwat zakończył na 18. miejscu w klasyfikacji singlowej ATP.

### Sezon 2008

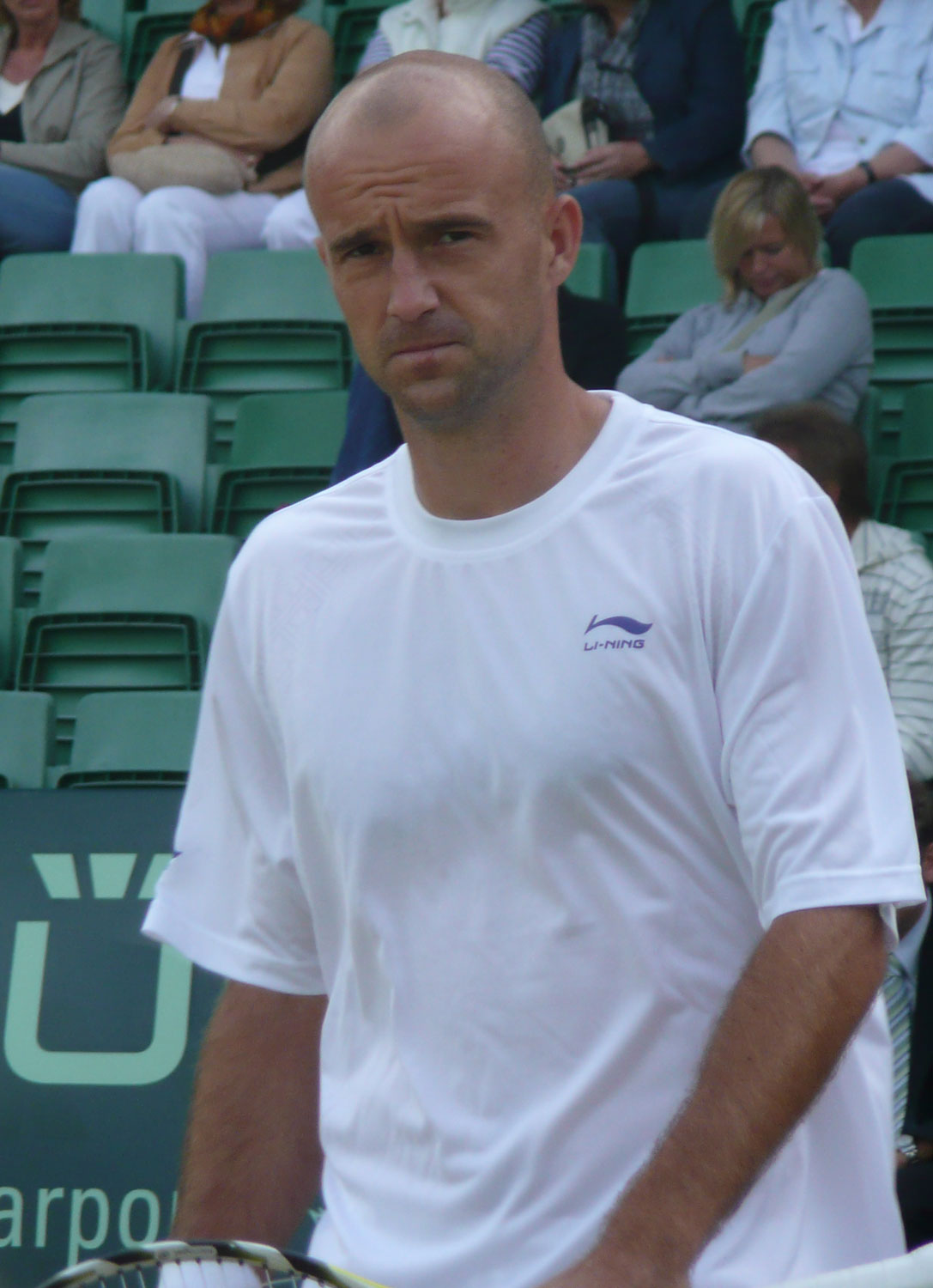
Na turnieju Gerry Weber Open, 2008

Ljubičić sezon 2008 zaczął od zawodów w Ad-Dausze, dochodząc do półfinału, w którym został wyeliminowany przez Stanislasa Wawrinkę. Z turnieju Australian Open Chorwat odpadł w I rundzie, pokonany przez Robina Haase. W połowie lutego Ljubičić wygrał turniej ATP Challenger Tour w East London, gdzie w finale pokonał Stefana Koubka. Na początku marca Chorwat dotarł do finału w Zagrzebiu. Spotkanie finałowe przegrał z będącym wówczas na 209. miejscu w rankingu, Serhijem Stachowskim.
W połowie maja, na ziemnych kortach w Pörtschach, tenisista chorwacki doszedł do półfinału, po wcześniejszym wyeliminowaniu w ćwierćfinale Daniela Gimeno-Travera, przeciwko któremu obronił pięć piłek meczowych. Pojedynek o awans do finału Ljubičić przegrał z Juanem Mónaco. Podczas Rolanda Garrosa Chorwat osiągnął IV rundę, eliminując m.in. Nikołaja Dawydienkę. W meczu o ćwierćfinał uległ Gaëlowi Monfilsowi. Na Wimbledonie Ljubičić poniósł porażkę w I rundzie z Jürgenem Melzerem.

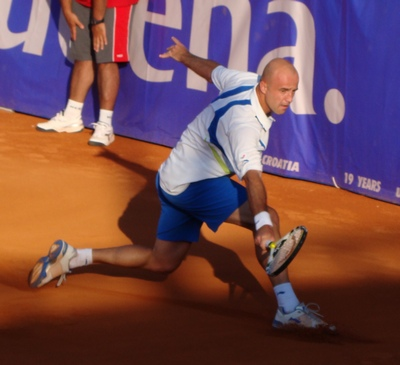
Ljubičić podczas turnieju w Umagu, 2008

W Umagu, w połowie lipca, Ljubičić doznał kontuzji pleców, która wykluczyła go z gry na dwa i pół miesiąca, w tym także z US Open. Na korty Chorwat powrócił pod koniec września w Metzu, jednak odpadł w I rundzie z Victorem Hănescu.
Rok Chorwat zakończył na 44. pozycji w zestawieniu ATP.

### Sezon 2009
Rok 2009 Ljubičić rozpoczął od startu w Australian Open, przegrywając w II rundzie z Jo-Wilfriedem Tsongą. W połowie marca Chorwat dotarł do ćwierćfinału zawodów w Indian Wells. Po drodze pokonał m.in. Gilles'a Simona, natomiast odpadł z Andym Murrayem.
W następnym miesiącu, na ziemnych kortach w Monte Carlo, Ljubičić doszedł do ćwierćfinału, po wcześniejszej wygranej m.in. z Juanem Martínem del Potro. Spotkanie o awans do dalszej rundy zakończyło się porażką Chorwata z Rafaelem Nadalem. Następnie bałkański tenisista zagrał w Madrycie osiągając kolejny w sezonie ćwierćfinał. Ljubičić wygrał w tym turnieju z dwoma zawodnikami z pierwszej dziesiątki rankingu, z Jo-Wilfriedem Tsongą i Gilles'em Simonem, a odpadł z Novakiem Đokoviciem. Podczas Rolanda Garrosa Chorwat nie sprostał w I rundzie Juanowi Carlosowi Ferrero.
W czerwcu, w trakcie trwania zawodów w Eastbourne, Ljubičić awansował do ćwierćfinału, w którym zmierzył się z Fabrice'em Santoro. Pojedynek zakończył się kreczem Chorwata w drugim secie przy stanie 6:3, 2:4, z powodu kontuzji kostki. Uraz ten nie pozwolił ponadto Ljubičiciowi zagrać na Wimbledonie. Niespełna półtora miesiąca później, w połowie lipca, Chorwat wystąpił w Umagu, gdzie doszedł do ćwierćfinału. Na kortach US Open został pokonany w I rundzie przez Novaka Đokovicia.
Jesienią, na początku października, Ljubičić osiągnął ćwierćfinał w Pekinie, wyeliminowany przez Robina Söderlinga. W Szanghaju Chorwat osiągnął po zwycięstwach z Fernandem Verdasco i Gaëlem Monfilsem ćwierćfinał, w którym rywalizował z Rafaelem Nadalem. Nadal wygrał jednak pojedynek poprzez krecz Ljubičicia po zakończeniu drugiego seta. Powodem poddania spotkania przez Chorwata była kontuzja biodra. Na początku listopada, po ponad dwóch latach, tenisista chorwacki odniósł dziewiąty turniejowy triumf, w Lyonie. W całej imprezie Ljubičić stracił jednego seta, w meczu II rundy z Nicolasem Kieferem, a finałowe spotkanie wygrał 7:5, 6:3 z Michaëlem Llodrą.
Rok 2009 Ljubičić ukończył na 24. miejscu w rankingu singlistów.

### Sezon 2010
Sezon Chorwat zaczął od startu w Australian Open, docierając do III rundy, w której poniósł porażkę z Ivo Karloviciem. Pod koniec lutego Ljubičić osiągnął ćwierćfinał w Dubaju, po wcześniejszym wyeliminowaniu m.in. Jo-Wilfrieda Tsongi. Spotkanie o awans do półfinału przegrał z Novakiem Đokoviciem. W połowie marca tenisista chorwacki odniósł swój największy sukces w karierze wygrywając turniej kategorii ATP World Tour Masters 1000 w Indian Wells. Po drodze pokonał m.in. Novaka Đokovicia, Rafaela Nadala oraz w finale wynikiem 7:6(3), 7:6(5) Andy'ego Roddicka.
Na kortach ziemnych Chorwat osiągnął podczas zawodów w Madrycie i Rzymie III rundę. Ten sam wynik powtórzył w Rolandzie Garrosie, gdzie odpadł z Thomazem Belluccim. Na Wimbledonie Ljubičić przegrał w I rundzie z Michałem Przysiężnym.
Na początku lipca, po blisko trzech latach przerwy, Ljubičić powrócił do reprezentacji Chorwacji na rundę ćwierćfinałową Pucharu Davisa przeciwko Serbii. Swój singlowy pojedynek przegrał z Novakiem Đokoviciem. w tym samym miesiącu Chorwat awansował do ćwierćfinału w Umagu przegrywając z Potito Starace. Na US Open Ljubičić uległ w I rundzie Ryanowi Harrisonowi.
Jesienią, w październiku, tenisista chorwacki doszedł najpierw do półfinału w Pekinie, po wygranej m.in. z Andym Murrayem. W spotkaniu o finał nie sprostał Davidowi Ferrerowi. Kolejny półfinał Chorwat osiągnął w Sztokholmie, gdzie odpadł po porażce z Rogerem Federerem. Do drugiego w sezonie finału Ljubičić awansował w Montpellier. Pokonując w ćwierćfinale imprezy Jarkko Nieminena, Chorwat wygrał 400. singlowy mecz w swojej karierze. Pojedynek o zwycięstwo w finale przegrał z Gaëlem Monfilsem.
Rok Ljubičić zakończył na 17. miejscu w zestawieniu ATP.

### Sezon 2011

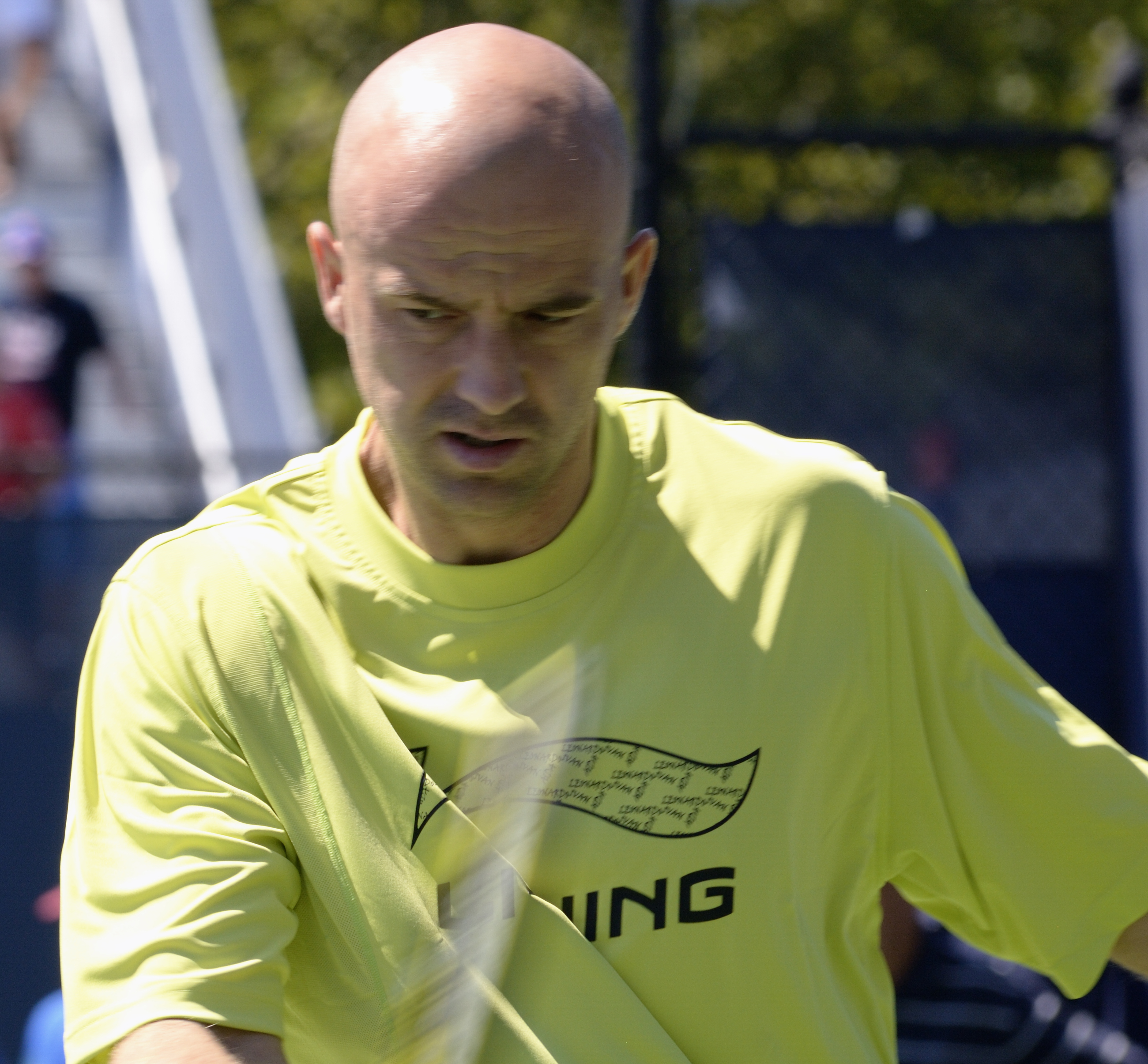
Podczas US Open 2011

Rok 2011 Ljubičić zainaugurował od turnieju Australian Open, gdzie doszedł do III rundy, ponosząc porażkę z Nicolásem Almagro. Następnie Chorwat awansował do ćwierćfinału w Zagrzebiu, odpadając z rywalizacji z Ivanem Dodigiem. Na początku lutego Ljubičić dotarł do półfinału zawodów w Rotterdamie. Pojedynek o finał przegrał jednak z Jo-Wilfriedem Tsongą.
Pierwszy w sezonie turniej na nawierzchni ziemnej Chorwat rozegrał w Monte Carlo, osiągając ćwierćfinał. Ljubičić wyeliminował po drodze m.in. Jo-Wilfrieda Tsongę oraz Tomáša Berdycha, natomiast w spotkaniu o awans do dalszej rundy nie sprostał Rafaelowi Nadalowi. Pod koniec maja, podczas Rolanda Garrosa doszedł do IV rundy, przegrywając po raz kolejny w sezonie z Nadalem. Na trawiastych kortach Wimbledonu Ljubičić uległ w III rundzie Andy'emu Murrayowi.
Z cyklu turniejów wchodzących w skład US Open Series Chorwat wycofał się z powodów osobistych. Powrócił na US Open, gdzie doszedł do II rundy, w której przegrał z Davidem Nalbandianem. We wrześniu Ljubičić awansował do finału w Metzu. Pojedynek o tytuł zakończył się porażką Chorwata z Jo-Wilfriedem Tsongą. W swoim kolejnym starcie, w Pekinie, tenisista chorwacki osiągnął półfinał, w którym odpadł z Marinem Čiliciem.
Na koniec roku Ljubičić zajmował 30. pozycję w rankingu ATP.

### Sezon 2012
Pierwszy turniej z udziałem Chorwata miał miejsce podczas Australian Open, gdzie odpadł w I rundzie z Lukášem Lacko w pięciu setach. Pod koniec lutego Ljubičić awansował do ćwierćfinału w Marsylii, ponosząc porażkę z Janko Tipsareviciem. Chorwat nie brał udziału w turniejach ATP World Tour Masters 1000 w Indian Wells oraz Miami. Dnia 15 kwietnia 2012 roku, Ljubičić po przegranej 0:6, 3:6 w I rundzie turnieju w Monte Carlo z Ivanem Dodigiem, oficjalnie zakończył karierę tenisową.

### Styl gry

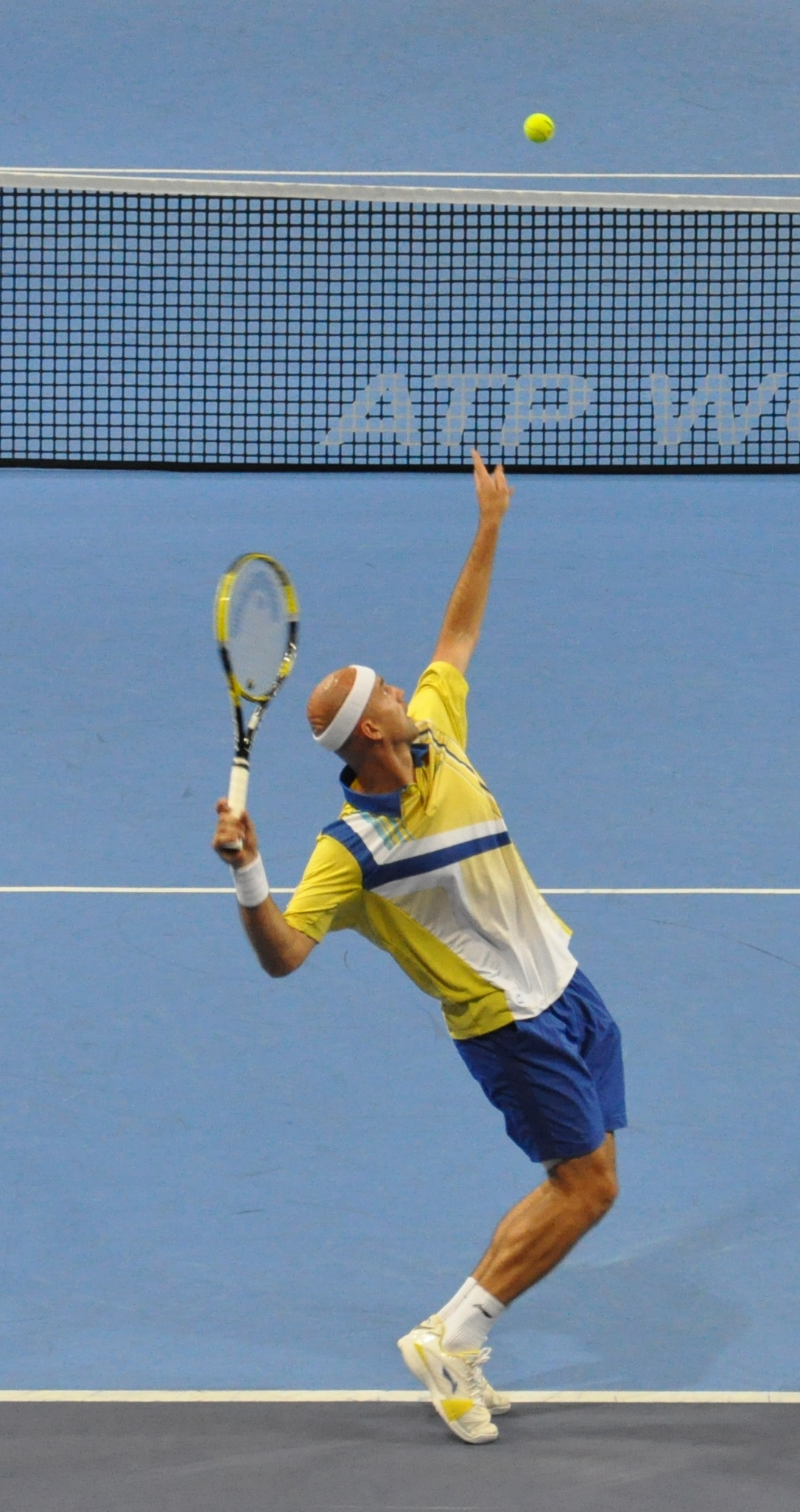
Ljubičić wykonujący serwis, 2011

Ljubičić jest zawodnikiem wysokim i mocno zbudowanym, dzięki czemu jedną z jego najsilniejszych stron jest potężny serwis, regularnie przekraczający 210 km/h (osiągający czasami nawet 230 km/h), na którym opiera grę we własnych gemach serwisowych. Na ogół nie osiąga on wysokiej procentowości trafiania pierwszym podaniem, jednak Chorwat dysponuje także dobrym drugim serwisem. Ljubičić gra głównie zza linii końcowej, sporadycznie atakując przy siatce. W czasie wymian najczęściej stara się on uzyskać przewagę pozycyjną i następnie skończyć punkt mocnym zagraniem po linii. Ljubičić pewnie operuje zarówno forehandem, jak i klasycznym, jednoręcznym backhandem, i z obu stron potrafi zagrywać piłki kończące, jednak za lepszy uważany jest jego backhand. Styl reprezentowany przez Chorwata najlepiej pasuje do szybkich nawierzchni, na których odnosi największe sukcesy (zwłaszcza na kortach halowych).

### Finały w turniejach ATP World Tour

#### Gra pojedyncza (10–14)
| Legenda                                                  |
| Wielki Szlem (0–0)                                       |
| Igrzyska olimpijskie (0–0)                               |
| Tennis Masters Cup / ATP World Tour Finals (0–0)         |
| ATP Masters Series / ATP World Tour Masters 1000 (1–3)   |
| ATP International Series Gold / ATP World Tour 500 (2–3) |
| ATP International Series / ATP World Tour 250 (7–8)      |

| Wygrane według nawierzchni |
| Twarda (7–12)              |
| Ceglana (0–0)              |
| Trawiasta (1–0)            |
| Dywanowa (2–2)             |

| Końcowy wynik | Nr  | Data                 | Turniej          | Nawierzchnia    | Przeciwnik          | Wynik finału               |
| Zwycięzca     | 1.  | 14 października 2001 | Lyon             | Dywanowa (hala) | Junus al-Ajnawi     | 6:3, 6:2                   |
| Finalista     | 1.  | 10 stycznia 2004     | Ad-Dauha         | Twarda          | Nicolas Escudé      | 3:6, 6:7(4)                |
| Finalista     | 2.  | 8 stycznia 2005      | Ad-Dauha         | Twarda          | Roger Federer       | 3:6, 1:6                   |
| Finalista     | 3.  | 13 lutego 2005       | Marsylia         | Twarda (hala)   | Joachim Johansson   | 5:7, 4:6                   |
| Finalista     | 4.  | 20 lutego 2005       | Rotterdam        | Twarda (hala)   | Roger Federer       | 7:5, 5:7, 6:7(5)           |
| Finalista     | 5.  | 27 lutego 2005       | Dubaj            | Twarda          | Roger Federer       | 1:6, 7:6(6), 3:6           |
| Zwycięzca     | 2.  | 9 października 2005  | Metz             | Twarda (hala)   | Gaël Monfils        | 7:6(7), 6:0                |
| Zwycięzca     | 3.  | 16 października 2005 | Wiedeń           | Twarda (hala)   | Juan Carlos Ferrero | 6:2, 6:4, 7:6(7)           |
| Finalista     | 6.  | 23 października 2005 | Madryt           | Twarda (hala)   | Rafael Nadal        | 6:3, 6:2, 3:6, 4:6, 6:7(3) |
| Finalista     | 7.  | 6 listopada 2005     | Paryż            | Dywanowa (hala) | Tomáš Berdych       | 3:6, 4:6, 6:3, 6:4, 4:6    |
| Zwycięzca     | 4.  | 8 stycznia 2006      | Ćennaj           | Twarda          | Carlos Moyá         | 7:6(6), 6:2                |
| Zwycięzca     | 5.  | 5 lutego 2006        | Zagrzeb          | Dywanowa (hala) | Stefan Koubek       | 6:3, 6:4                   |
| Finalista     | 8.  | 2 kwietnia 2006      | Miami            | Twarda          | Roger Federer       | 6:7(5), 6:7(4), 6:7(6)     |
| Finalista     | 9.  | 1 października 2006  | Bangkok          | Twarda (hala)   | James Blake         | 1:6, 3:6                   |
| Zwycięzca     | 6.  | 15 października 2006 | Wiedeń           | Twarda (hala)   | Fernando González   | 6:3, 6:4, 7:5              |
| Zwycięzca     | 7.  | 6 stycznia 2007      | Ad-Dauha         | Twarda          | Andy Murray         | 6:4, 6:4                   |
| Finalista     | 10. | 4 lutego 2007        | Zagrzeb          | Dywanowa (hala) | Markos Pagdatis     | 6:7(4), 6:4, 4:6           |
| Finalista     | 11. | 24 lutego 2007       | Rotterdam        | Twarda (hala)   | Michaił Jużny       | 2:6, 4:6                   |
| Zwycięzca     | 8.  | 23 czerwca 2007      | 's-Hertogenbosch | Trawiasta       | Peter Wessels       | 7:6(5), 4:6, 7:6(4)        |
| Finalista     | 12. | 1 marca 2008         | Zagrzeb          | Twarda (hala)   | Serhij Stachowski   | 5:7, 2:6                   |
| Zwycięzca     | 9.  | 1 listopada 2009     | Lyon             | Twarda (hala)   | Michaël Llodra      | 7:5, 6:3                   |
| Zwycięzca     | 10. | 21 marca 2010        | Indian Wells     | Twarda          | Andy Roddick        | 7:6(3), 7:6(5)             |
| Finalista     | 13. | 1 listopada 2010     | Montpellier      | Twarda (hala)   | Gaël Monfils        | 2:6, 7:5, 1:6              |
| Finalista     | 14. | 25 września 2011     | Metz             | Twarda (hala)   | Jo-Wilfried Tsonga  | 3:6, 7:6(4), 3:6           |

#### Gra podwójna (0–4)
| Legenda                             |
| Wielki Szlem (0–0)                  |
| Igrzyska olimpijskie (0–0)          |
| Tennis Masters Cup (0–0)            |
| ATP Masters Series (0–0)            |
| ATP International Series Gold (0–0) |
| ATP International Series (0–4)      |

| Wygrane według nawierzchni |
| Twarda (0–1)               |
| Ceglana (0–2)              |
| Trawiasta (0–0)            |
| Dywanowa (0–1)             |

| Końcowy wynik | Nr | Data                 | Turniej | Nawierzchnia    | Partner     | Przeciwnicy w finale            | Wynik finału        |
| Finalista     | 1. | 23 lipca 2000        | Umag    | Ceglana         | Lovro Zovko | Álex López Morón Albert Portas  | 1:6, 6:7            |
| Finalista     | 2. | 12 listopada 2000    | Lyon    | Dywanowa (hala) | Jack Waite  | Paul Haarhuis Sandon Stolle     | 1:6, 7:6(2), 6:7(7) |
| Finalista     | 3. | 22 lipca 2001        | Umag    | Ceglana         | Lovro Zovko | Sergio Roitman Andrés Schneiter | 2:6, 5:7            |
| Finalista     | 4. | 17 października 2004 | Metz    | Twarda (hala)   | Uros Vico   | Arnaud Clément Nicolas Mahut    | 2:6, 6:7(8)         |

### Osiągnięcia w turniejach Wielkiego Szlema i ATP World Tour Masters 1000 (gra pojedyncza)
| Turniej                     | 1998                   | 1999                   | 2000                   | 2001                   | 2002                   | 2003                   | 2004                   | 2005                   | 2006                   | 2007                   | 2008                   | 2009         | 2010         | 2011         | 2012         | Wygrane turnieje | Bilans w turnieju |
| Wielki Szlem                | Wielki Szlem           | Wielki Szlem           | Wielki Szlem           | Wielki Szlem           | Wielki Szlem           | Wielki Szlem           | Wielki Szlem           | Wielki Szlem           | Wielki Szlem           | Wielki Szlem           | Wielki Szlem           | Wielki Szlem | Wielki Szlem | Wielki Szlem | Wielki Szlem | Wielki Szlem     | Wielki Szlem      |
| --------------------------- | ---------------------- | ---------------------- | ---------------------- | ---------------------- | ---------------------- | ---------------------- | ---------------------- | ---------------------- | ---------------------- | ---------------------- | ---------------------- | ------------ | ------------ | ------------ | ------------ | ---------------- | ----------------- |
| Australian Open             | –                      | –                      | 1R                     | 1R                     | 3R                     | 1R                     | 2R                     | 2R                     | QF                     | 1R                     | 1R                     | 2R           | 3R           | 3R           | 1R           | 0 / 13           | 13–13             |
| French Open                 | –                      | –                      | 1R                     | 1R                     | 1R                     | 3R                     | 2R                     | 1R                     | SF                     | 3R                     | 4R                     | 1R           | 3R           | 4R           | –            | 0 / 12           | 18–12             |
| Wimbledon                   | –                      | –                      | 1R                     | 1R                     | 2R                     | 2R                     | 1R                     | 1R                     | 3R                     | 3R                     | 1R                     | –            | 1R           | 3R           | –            | 0 / 11           | 8–11              |
| US Open                     | –                      | 2R                     | 1R                     | 2R                     | 2R                     | 2R                     | 1R                     | 3R                     | 1R                     | 3R                     | –                      | 1R           | 1R           | 2R           | –            | 0 / 12           | 9–12              |
| Wygrane turnieje            | –                      | 0 / 1                  | 0 / 4                  | 0 / 4                  | 0 / 4                  | 0 / 4                  | 0 / 4                  | 0 / 4                  | 0 / 4                  | 0 / 4                  | 0 / 3                  | 0 / 3        | 0 / 4        | 0 / 4        | 0 / 1        | 0 / 48           | N/A               |
| Bilans spotkań              | –                      | 1–1                    | 0–4                    | 1–4                    | 4–4                    | 4–4                    | 2–4                    | 3–4                    | 11–4                   | 6-4                    | 3–3                    | 1–3          | 4–4          | 8–4          | 0–1          | N/A              | 48–48             |
| ATP World Tour Finals       |                        |                        |                        |                        |                        |                        |                        |                        |                        |                        |                        |              |              |              |              |                  |                   |
| ATP World Tour Finals       | –                      | –                      | –                      | –                      | –                      | –                      | –                      | RR                     | RR                     | –                      | –                      | –            | –            | –            | –            | 0 / 2            | 2–4               |
| ATP World Tour Masters 1000 |                        |                        |                        |                        |                        |                        |                        |                        |                        |                        |                        |              |              |              |              |                  |                   |
| Indian Wells                | –                      | –                      | –                      | –                      | 2R                     | –                      | 1R                     | 4R                     | QF                     | QF                     | 4R                     | QF           | W            | 2R           | –            | 1 / 9            | 20–8              |
| Miami                       | –                      | –                      | 1R                     | QF                     | 2R                     | 1R                     | 3R                     | 4R                     | F                      | SF                     | 2R                     | 1R           | 2R           | 1R           | –            | 0 /12            | 17–12             |
| Monte Carlo                 | –                      | 3R                     | –                      | 1R                     | 1R                     | 3R                     | 3R                     | 1R                     | QF                     | 3R                     | 2R                     | QF           | 3R           | QF           | 1R           | 0 / 13           | 18–13             |
| Madryt                      | –                      | –                      | –                      | –                      | 3R                     | 1R                     | SF                     | F                      | 2R                     | 2R                     | –                      | QF           | –            | 1R           | –            | 0 / 8            | 13–8              |
| Rzym                        | –                      | –                      | –                      | 1R                     | 3R                     | QF                     | 2R                     | 3R                     | 1R                     | 2R                     | 1R                     | –            | 3R           | 2R           | –            | 0 / 10           | 11–10             |
| Montreal/Toronto            | –                      | –                      | –                      | 2R                     | 1R                     | 1R                     | 2R                     | 1R                     | 3R                     | 1R                     | –                      | –            | –            | –            | –            | 0 / 7            | 4–7               |
| Cincinnati                  | –                      | 2R                     | –                      | QF                     | 2R                     | 2R                     | 2R                     | 1R                     | QF                     | 2R                     | –                      | 2R           | 1R           | –            | –            | 0 / 10           | 12–10             |
| Szanghaj                    | Nie ATP Masters Series | Nie ATP Masters Series | Nie ATP Masters Series | Nie ATP Masters Series | Nie ATP Masters Series | Nie ATP Masters Series | Nie ATP Masters Series | Nie ATP Masters Series | Nie ATP Masters Series | Nie ATP Masters Series | Nie ATP Masters Series | QF           | 2R           | 1R           | –            | 0 / 3            | 4–3               |
| Paryż                       | –                      | –                      | –                      | 2R                     | 2R                     | –                      | 2R                     | F                      | –                      | 2R                     | 2R                     | 2R           | 2R           | –            | –            | 0 / 8            | 9–8               |
| Hamburg                     | –                      | –                      | –                      | –                      | 1R                     | 1R                     | SF                     | 2R                     | 2R                     | 3R                     | 2R                     | NMS          | NMS          | NMS          | NMS          | 0 / 7            | 8–7               |
| Wygrane turnieje            | –                      | 0 / 2                  | 0 / 1                  | 0 / 6                  | 0 / 9                  | 0 / 7                  | 0 / 9                  | 0 / 9                  | 0 / 8                  | 0 / 9                  | 0 / 6                  | 0 / 7        | 1 / 7        | 0 / 6        | 0 / 1        | 1 / 87           | N/A               |
| Bilans spotkań              | –                      | 3–2                    | 0–1                    | 9–6                    | 6–9                    | 6–7                    | 16–9                   | 15–9                   | 17–8                   | 10–9                   | 5–6                    | 15–7         | 10–6         | 4–6          | 0–1          | N/A              | 116–86            |
| Ranking na koniec sezonu    |                        |                        |                        |                        |                        |                        |                        |                        |                        |                        |                        |              |              |              |              |                  |                   |
|                             | 293                    | 77                     | 91                     | 37                     | 49                     | 42                     | 22                     | 9                      | 5                      | 18                     | 44                     | 24           | 17           | 30           | –            | N/A              | N/A               |

Legenda
     W, wygrał turniej
     F, przegrał w finale
     SF, przegrał w półfinale
     QF, przegrał w ćwierćfinale
     4R, 3R, 2R, 1R, RR przegrał w IV, III, II, I rundzie lub fazie grupowej
     RR, odpadł w fazie grupowej
     –, nie startował w turnieju głównym

## Kariera trenerska i menadżerska
W marcu 2013 został menadżerem Tomáša Berdycha.
W czerwcu 2013 Ljubičić podjął pracę jako trener Milosa Raonicia. Ich współpraca zakończyła się z końcem sezonu 2015. Na koniec sezonu 2015 Chorwat został zatrudniony jako drugi szkoleniowiec Rogera Federera, obok Severina Lüthi'ego.